# C/2014 TG64 Catalina
C/2014 TG64 (Catalina), nonostante la denominazione, è una cometa periodica appartenente alla famiglia delle Halleidi: riceverà la sua denominazione definitiva nel secondo passaggio al perielio nel 2071. Al momento della scoperta, il 14 ottobre 2014, fu ritenuta un asteroide, ma nel giro di pochi giorni si scoprì che era una cometa e furono trovate immagini di prescoperta risalenti al 3 ottobre 2014.